# Шанан, Шакиб
Шакиб Шанан (ивр. שכיב שנאן‎, араб. شكيب شنان‎; род. 20 июня 1960 года, Хурфейш, Израиль) — израильский политик, депутат кнессета 17-го (от Аводы) и 18-го созыва (от Ацмаут).

## Биография
Шанан Шакиб родился 20 июня 1960 года в деревне Хурфейш, Израиль. По национальности — друз. В период с 1979 по 1982 год проходил службу в Армии обороны Израиля, служил в батальоне Хэрев.
Учился в Тель-Авивском университете, получил степень бакалавра по востоковедению (1982-1987). В 1989—1995 годах работал занимал различные должности (учитель, воспитатель и координатор старших классов и исполняющий обязанности директора) в одной из школ деревни Хурфейш.
В 1995—1996 годах служил помощником заместителя министра внутренних дел Израиля. Занимал должность советника министров и премьер-министра Израиля (1997-2008).
28 мая 2008 года вошел в состав кнессета 17-го созыва, заменив Эфраима Снэ. Работал в составе комиссии по образованию, культуре и спорту.
Перед выборами в кнессет 18-го созыва занял 16-е место в партийном списке «Аводы», в кнессет не прошел, партия получила только тринадцать мандатов. Во время каденции кнессета 18-го созыва от Аводы откололась партия «Ацмаут», после того, как Матан Вильнаи (Ацмаут) покинул кнессет, Шанан должен был занять его место. Он имел выбор, от какой партии работать в парламенте (от Аводы или Ацмаута), Шанан выбрал Ацмаут.
Один из сыновей Шакиба, 22-летний прапорщик МАГАВ Камиль Шанан, был убит 14 июля 2017 года в теракте на Храмовой горе.